# КО-8,2
КО-8,2 — семейство советских магазинных охотничьих карабинов, предназначенных для промысловой охоты на среднего и крупного зверя, созданное на основе конструкции винтовки обр. 1891/30 гг..

## История
Поскольку 7,62-мм винтовочные патроны со стандартной пулей обр. 1908 года имеют недостаточное останавливающее действие для охоты на крупных зверей, в начале 1930-х годов было принято решение о разработке крупнокалиберного охотничьего патрона с пулей экспансивного действия и охотничьего оружия под этот патрон на основе конструкции освоенной промышленностью армейской винтовки. Оружейником Д. М. Кочетовым были созданы патрон 8,2х66 мм и охотничий магазинный карабин НК-8,2 под этот патрон, который производился на Тульском оружейном заводе с 1932 до 1941 года.
После начала Великой Отечественной войны промышленность СССР была переориентирована на выпуск продукции военного назначения и производство охотничьего оружия было прекращено. После окончания войны и сокращения вооружённых сил до уровня мирного времени в стране осталось значительное количество трёхлинейных винтовок, которые постепенно снимали с вооружения в связи с заменой на новые образцы стрелкового оружия (самозарядные карабины СКС и автоматы АК). Поскольку в это же время имел место острый дефицит нарезного охотничьего оружия, снимаемые с вооружения трёхлинейные винтовки и карабины и стандартные патроны к ним начали передавать в лесничества, охотхозяйства и оружейные магазины в качестве гражданского охотничьего оружия. 
С 1946 года серийное производство карабина НК-8,2 возобновили под названием КО-8,2, их выпускали с использованием деталей снимаемых с вооружения винтовок обр. 1891/30 гг..
После освоения в первой половине 1960-х годов выпуска карабинов "Барс", "Лось" и "Медведь" выпуск охотничьих карабинов КО-8,2 и патронов к ним прекратили.
В 2005 году Вятско-Полянский машиностроительный завод "Молот" представил собственный вариант переделки винтовок и карабинов Мосина под патрон 9×53 мм R под названием ВПО-103.

## Описание
Конструктивно, карабин НК-8,2 (КО-8,2) представляет собой аналог карабина С. И. Мосина со стволом калибра 8,2 мм, измененной рукоятью затвора (она отогнута вниз, также как на 7,62-мм снайперских винтовках обр. 1891/30 гг.), иным креплением шомпола и без штыка.
Большинство карабинов КО-8,2 и КО-8,2М имели только открытые прицельные приспособления (мушку и секторный прицел с делениями от 100 до 500 метров), но часть карабинов КО-8,2М была оснащена оптическим прицелом ТО-4.

## Варианты и модификации
- НК-8,2 - первая модель (карабины довоенного производства, конструктивные отличия от КО-8,2 - магазин маузеровского типа и регулятор усилия и длины хода спуска)[7]
- КО-8,2 - вторая модель под 8,2-мм патрон с начальной скоростью пули 440 м/с[4] - 450 м/с[2], в канале ствола четыре пологих правых нареза с шагом 620 мм. Общая длина 1020 мм, длина ствола 520 мм, масса без патронов - 3,6 кг.[2]
- КО-8,2М - третья модель под 8,2-мм патрон с начальной скоростью пули 700 м/с, представленная в августе 1961 года. Общая длина 1000 мм, длина ствола 500 мм, масса без оптического прицела и патронов - 3 кг. В сравнении с КО-8,2 укорочена ложа и снята деревянная ствольная накладка, изменён шаг нарезов (в канале ствола четыре правых нареза с шагом 320 мм), а помимо секторного прицела с установками от 100 до 500 метров установлен съёмный кронштейн для оптического прицела[4] ТО-4[2].
- КО-9 - модель под 9-мм патрон, разработанная на основе конструкции КО-8,2М. Общая длина 1150 мм, длина ствола 600 мм, масса без оптического прицела и патронов - 3,5 кг. Для уменьшения отдачи установлены дульный тормоз и резиновый затыльник-амортизатор на прикладе. Демонстрационный образец экспериментального карабина был представлен в августе 1961 года[4], сведений о серийном производстве не имеется.
- ВПО-103 - представленный в 2005 году Вятско-Полянским машиностроительным заводом[6] конструктивный аналог карабина КО-9

## Музейные экспонаты
- десять карабинов являются экспонатами Тульского государственного музея оружия[8]